# If Looks Could Kill
If Looks Could Kill (prt: Agente Jovem, Licença para Matar; bra: Espião por Engano) é um filme estadunidense de 1991, dirigido por William Dear.

## Sinopse
Estudante secundarista viaja com colegas em excursão à França e é confundido com agente secreto numa intrincada trama envolvendo a comunidade econômica europeia. 

## Elenco
- Richard Grieco...Michael Corben
- Roger Rees...Augustus Steranko
- Linda Hunt...Ilsa Grunt
- Robin Bartlett...Patricia Grober